# Chet Powers
Chester William Powers, Jr., detto Chet (Danbury, 7 ottobre 1937 – Santa Rosa, 16 novembre 1994), è stato un cantautore statunitense, voce del gruppo rock Quicksilver Messenger Service.
È conosciuto anche con gli pseudonimi Dino Valenti (talvolta Dino Valente) e Jesse Oris Farrow. La sua canzone più conosciuta è Let's Get Together.

## Discografia
come solista
Album
- 1968 - Dino Valente (Epic Records, BN 26335)
- 2011 - Get Together (The Lost Recordings Pre 1970) (It's About Music Records, IAM 0219) Raccolta

Singoli
- 1964 - Don't Let It Down/Birdses (Elektra Records, EKSN-45012)